# Alexandre Geniez
Alexandre Geniez (nascido em 16 de abril de 1988, em Rodez) é um ciclista profissional francês, que atualmente compete para a equipe FDJ.
Ele venceu duas etapas da Volta a Espanha.